# Anabolisme
Anabolisme is, binnen het organisme, het stofwisselingsproces waarbij via de synthese van complexe moleculen - biopolymeren als cellulose en eiwitten - uit kleine biomoleculen, of monomeren, celmateriaal wordt gevormd. Bij meercellige organismen worden hierdoor weefsels en organen, zoals spiermassa, bloed en botten opgebouwd en onderhouden. Dit gebeurt dankzij de vermenigvuldiging en differentiatie van cellen. Anabole processen worden aangedreven door ATP (adenosinetrifosfaat), drager van chemische energie, afkomstig van de biologische verbranding (oxidatie) van glucose, de celademhaling. Zowel bij de eiwitsynthese als bij de daarvoor energieleverende celademhaling zijn specifieke enzymen nodig.
Anabolisme staat tegenover katabolisme, het stofwisselingsproces waarbij biopolymeren in kleinere biomoleculen worden afgebroken, waarna de celademhaling (biologische verbranding) plaatsheeft en waardoor het anabolisme ook gestimuleerd wordt. Het evenwicht tussen anabolisme en katabolisme wordt onder andere bepaald door het circadiaan ritme. Binnen iedere cel zijn zogenaamde anabole en katabole reactiepaden aanwezig.
In de endocrinologie worden hormonen traditioneel als anabool of als katabool geanalyseerd. De klassieke anabole hormonen - die bijvoorbeeld de eiwitsynthese en de spiergroei stimuleren - staan bekend als anabole steroïden. Voorbeelden van dergelijke hormonen zijn het groeihormoon, insuline, de insuline-achtige groeifactoren, testosteron en oestradiol.